# Sébastien Thill
Sébastien Thill (* 29. Dezember 1993 in Luxemburg (Stadt)) ist ein luxemburgischer Fußballspieler.

## Karriere

### Verein
Thill begann mit dem Fußball in der Jugend von FC Progrès Niederkorn, von wo er weiter zum CS Petingen wechselte. 2009 folgten seine ersten Einsätze in der BGL Ligue. Nach drei Jahren im Seniorenbereich wechselte er 2012 zurück zu seinem Heimatverein Progrès Niederkorn, wo er am 4. Juli 2017 mit seinem Freistoßtor zum 2:0 dazu beitrug, den schottischen Rekordmeister Glasgow Rangers in der Europa-League-Qualifikation zu besiegen.
Nach acht Jahren und über 200 Pflichtspielen folgte im September 2020 die Ausleihe zum russischen Erstligisten FK Tambow. Vier Monate später wurde Thill erneut verliehen, dieses Mal an Sheriff Tiraspol. Dort konnte er am Ende seiner ersten Saison die nationale Meisterschaft feiern. In 14 Ligaspielen erzielte er vier Treffer. Der Verein qualifizierte sich erstmals für die Gruppenphase der UEFA Champions League und traf auf Inter Mailand, Real Madrid und Schachtar Donezk. Am 28. September 2021 schoss Thill im Gruppenspiel bei Real Madrid den 2:1-Siegtreffer für Sheriff. Er ist damit der erste Luxemburger, der in einem UEFA-Champions-League-Spiel ein Tor erzielte. Am Ende der Spielzeit gewann er mit Sheriff Tiraspol erneut die Meisterschaft sowie erstmals den nationalen Pokal.
Am 23. Juni 2022 gab der deutsche Zweitligist Hansa Rostock die Verpflichtung Thills, mit einem Zweijahresvertrag ausgestattet, bekannt. Unter Hansa-Trainer Jens Härtel gab er am 1. Spieltag im Heimspiel gegen den 1. FC Heidenheim (0:1) sein Startelfdebüt im Dress der Kogge. Doch schon in der Anfangsphase der Partie zog er sich einen Bänder- und Kapselriss im rechten Sprunggelenk zu und fiel vorerst aus. Nur knapp zwei Wochen später stand Thill beim 2:1-Heimsieg gegen Arminia Bielefeld wieder in der Startelf der Hanseaten. Hinter den Erwartungen zurückgeblieben kam er in der Hinrunde nur zehnmal zum Einsatz und strebte in der Winterpause einen Vereinswechsel an, der jedoch nicht realisiert wurde. Erst im Juli 2023 kam er in der 2. Herrenmannschaft der Mecklenburger in der Regionalliga Nordost wieder zum Einsatz. Er absolvierte zusammen fünf Spiele und erzielte im Heimspiel gegen Energie Cottbus im Ostseestadion einen Treffer zum zwischenzeitlichen 1:0. Ende August 2023 schließlich gab Hansa Rostock die vorzeitige Vertragsauflösung bekannt.
Einen Tag später vermeldete der polnische Zweitligist Stal Rzeszów die Verpflichtung des Mittelfeldakteurs. Sein Debüt für seinen neuen Klub gab Thill am 7. Spieltag der Saison 2023/24 unter Trainer Marek Zub während der Auswärtspartie bei Motor Lublin in der 69. Spielminute. Bis zum Saisonende absolvierte er 27 Ligapartien, drei Pokalspiele und erzielte insgesamt drei Treffer.

### Nationalmannschaft
Seine erste Partie für die A-Nationalmannschaft Luxemburgs bestritt er am 5. September 2015. Im Qualifikationsspiel zur Fußball-Europameisterschaft 2016 wurde er gegen Mazedonien (1:0) in der 72. Minute eingewechselt und erzielte in der Nachspielzeit den Siegtreffer für Luxemburg. Während der Qualifikation, welche letztlich verpasst wurde, kam er im Spiel gegen die Slowakei zu seinem zweiten Einsatz. Bis Juni 2017 erhielt Thill 6 weitere Einsätze in Freundschaftsspielen, unter anderem gegen Portugal, in denen er jeweils Einwechslungen erfuhr. Unter Nationaltrainer Luc Holtz stand er während der WM-Qualifikation zur Fußball-Weltmeisterschaft 2018 in Russland gegen die Niederlande schließlich erstmals in der Startelf und spielte über die volle Distanz. Sein neunter und vorerst letzter Auftritt im Dress der Nationalmannschaft.
Nachdem Thill bis Oktober 2020 keine Berücksichtigung im Nationalteam Luxemburgs mehr gefunden hatte, stand er ab November 2020 wieder im Kader und gab sein Comeback in der UEFA Nations League 2020/21 gegen Aserbaidschan, als er in der 81. Minute eingewechselt wurde. Bis September 2023, zuletzt gegen Portugal, kamen weitere 22 Einsätze hinzu. Nebst Freundschaftsspielen trat er hierbei während der Qualifikation zur Fußball-Weltmeisterschaft 2022, der UEFA Nations League 2022/23 und in der Qualifikation zur Fußball-Europameisterschaft 2024 in Erscheinung und erzielte während des WM-Qualifikationsspiels im November 2011 gegen Aserbaidschan sein zweites Tor.

## Erfolge
Sheriff Tiraspol
- Moldauischer Meister: 2021, 2022
- Moldauischer Pokalsieger: 2022

## Gerichtsaffäre
Am 20. Dezember 2017 verurteilte das Gericht Thill wegen Fahrens unter Alkoholeinfluss, verursachten Verkehrsunfällen und Unfallflucht zu einem 36-monatigen Fahrverbot, wovon 30 Monate auf Bewährung ausgesetzt wurden. Außerdem hatte er 800 Euro Geldstrafe zu zahlen.

## Familie
Vater Serge Thill war auch luxemburgischer Nationalspieler (14 Einsätze) und absolvierte 221 Partien für diverse Vereine in der Nationaldivision. Seine beiden Brüder Olivier und Vincent sind ebenfalls Nationalspieler.